# Cimeong
Cimeong is een bestuurslaag in het regentschap Majalengka van de provincie West-Java, Indonesië. Cimeong telt 2289 inwoners (volkstelling 2010).